# Comuna Cervone Pole, Berdeansk
Cervone Pole (în ucraineană Червоне Поле) este o comună în raionul Berdeansk, regiunea Zaporijjea, Ucraina, formată din satele Cervone Pole (reședința) și Derevețke.

## Demografie
Componența lingvistică a comunei Cervone Pole
     Ucraineană (82,12%)
     Rusă (16,68%)
     Alte limbi (0,57%)
Conform recensământului din 2001, majoritatea populației comunei Cervone Pole era vorbitoare de ucraineană (82,12%), existând în minoritate și vorbitori de rusă (16,68%).